# Charles-René Reynaud
Pour les articles homonymes, voir Reynaud.

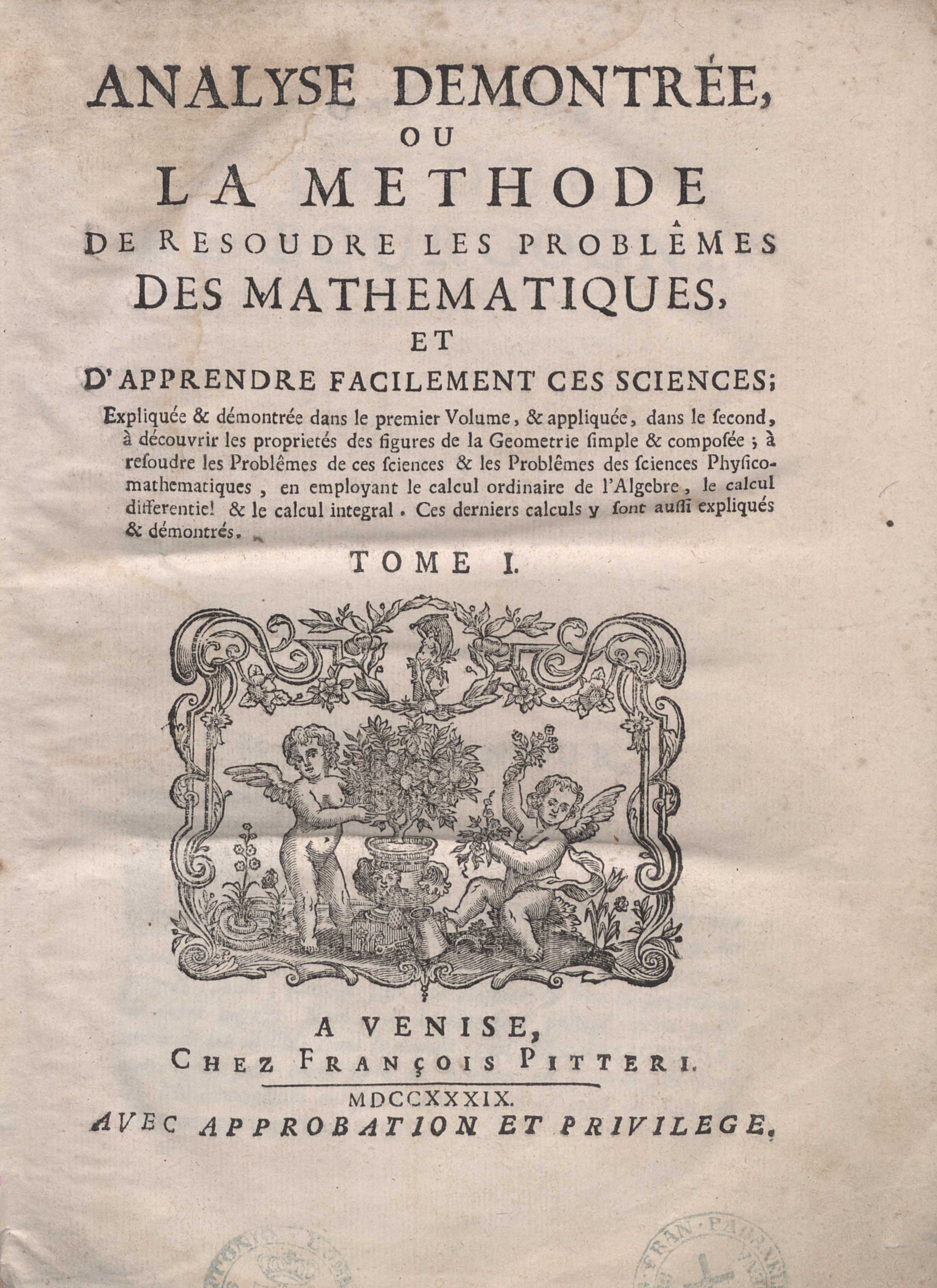
Analyse demontrée, 1739

Charles-René Reynaud (ou Reyneau), né à Brissac le 11 juin 1656 et mort à Paris le 24 février 1728, est un mathématicien français.

## Biographie
Charles-René Reyneau est le fils de Charles Reyneau, maître chirurgien, et de Jeanne Chauveau. Il est entré dans l'ordre de l'Oratoire à l'âge de 20 ans. On ne sait rien de sa vie avant.
Prêtre de l’Oratoire, le père Reyneau fut successivement professeur de philosophie à Toulon et à Pézenas, et ensuite de mathématiques au collège d’Angers. Il était membre de l’Académie de cette dernière ville, et associé libre de l’Académie des sciences.
Son Analyse démontrée est un recueil des principales théories répandues dans des œuvres de , etc. ; Reyneau ajoute des démonstrations ou en propose de meilleures.

## Publications
- Analyse démontrée, ou la Méthode de résoudre les problèmes de mathématiques, Paris, 1708, 2 t., en un vol.  in-4°
  - Plusieurs éditions en ligne chez Hathi Trust Digital Library, dont la deuxième, Paris, Quillau, 1736-1738
- Science du calcul des grandeurs en général, ou Éléments de mathématiques, Paris, J. Quillau, 1714-35, 2 vol. in-4, avec figures
  - Édition en ligne chez Hathi Trust